# Štoček
Štoček je v polygrafii (knihtisku) druh tiskařské formy (dřevěný špalíček, tisková deska z kamene, kovu, linolea, písmoviny či umělé hmoty). Pro použití se vyleptá chemicky (chemigrafie, zinkografie) či elektrolyticky, případně vyryje (u dřeva jde pak vlastně o řezbu) motiv. V poslední době se používá též laser (zejména pro výrobu gumových razítkových štočků). Po nanesení barvy se pak pomocí něho tiskne přitlačením na příslušné médium (většinou papír).
Český termín pochází z němčiny (der Druckstock: Druck – tlak, tíha, Stock – tyč, hůl).
V některých jazycích se pro štoček používá z francouzštiny pocházející termín „cliché“, z něhož mírným posunutím významu (neustálé opakování) vznikl i dnešní obecně známý význam slova klišé.